# Albrecht Eitner

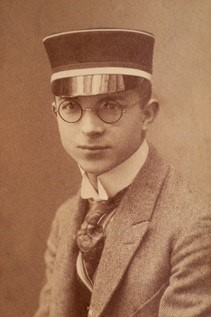
Albrecht Eitner (1921)

Albrecht Eitner (* 31. Juli 1903 in Görlitz; † 1. Februar 1944 in Warschau) war ein deutscher Rechtsanwalt und Notar in Breslau und im besetzten Warschau. Dort war er der Generaltreuhänder des jüdischen Besitzes. Als getarnter Offizier der deutschen Abwehr wurde er von der Polnischen Heimatarmee erschossen.

## Leben
Eitner studierte an der Schlesischen Friedrich-Wilhelms Universität Rechtswissenschaft. Er wurde am 25. Januar 1922 im Corps Borussia Breslau recipiert, Kurt Fürer und Friedrich Fechner waren mit ihm aktiv. 1924 bestand er das Referendarexamen und 1925 promovierte er an der Universität Breslau zum Dr. iur. Früh von der Rechtsberatung angezogen, hatte er schon als Referendar in einer Breslauer Anwaltskanzlei fast so viel zu tun wie ein Vollbeschäftigter. Nach der Assessorprüfung trat er im Mai 1928 in den Dienst der Kanzlei. Mitte 1938 wurde er als Notar zugelassen. Er sprach mehrere Sprachen, so auch Polnisch und Russisch. Dass er das Examen als Dolmetscher machte, ermöglichte seiner Kanzlei die Ausdehnung über die Reichsgrenzen hinweg. Als Heeressoldat nahm er am Überfall auf Polen teil. Anfang 1940 wurde er beauftragt, die „Bank der Heimischen Wirtschaft“ in Kattowitz zu reorganisieren. Er wurde Generalbevollmächtigter des Reichstreuhänders mit der Aufgabe, den Forderungsbestand der Banken – vor allem gegenüber der Sowjetunion und den von ihr besetzten Baltischen Staaten – zu sichten. Das tat er mit Erfolg. Auf Grund seiner Dolmetscherqualifikation war er ab dem 1. August 1940 Generaltreuhänder des so genannten „herrenlosen und jüdischen Vermögens“. Er war Leiter eines deutschen Wohnbezirks und verwaltete das Vermögen der Umsiedler. Auch war er Treuhänder einer Baumwollfabrik und leitete mehrere Betriebe in Warschau. 1940 war die Kommissarische Verwaltung sichergestellter Grundstücke (KVSG) eingerichtet worden. Sie verwaltete das gesamte jüdische Vermögen in Form von Grundstücken und Häusern im Distrikt Warschau. Die meisten der 600 Beamten waren Polen; nur die Spitzen waren von Deutschen besetzt. Der Leiter der KVSG war Albrecht Eitner, der sein Büro im 3. Stock des Prudential-Hochhauses in Warschau hatte. Bei den Polen stand er im Ansehen eines „guten Deutschen“, der enge Beziehungen zu Warschauern pflegte und ihnen in vielen komplizierten Rechtsangelegenheiten half. Unter Wilhelm Canaris diente er zugleich in der Abwehr-Ost. 
Das polnische Untergrundstaatsgericht verurteilte Eitner Ende 1943 zum Tode. Am 1. Februar 1944 erschossen deren Soldaten zunächst den SS- und Polizeiführer Franz Kutschera. Wenige Stunden später wurde Eitner in seinem Büro von Zbigniew „Zbyszek“ Bogacki und Boleslaw „Bolek“ Bondy erschossen.